# Uber
Uber Technologies Inc. je americká nadnárodní dopravní a mobilní společnost umožňující objednání přepravy osobním automobilem. Společnost sídlí v San Franciscu v Kalifornii. Ve Spojených státech amerických funguje v kategorii „síťová dopravní společnost“. Pracuje na vývoji, nabízení a provozování mobilní aplikace Uber, která umožňuje spotřebitelům s chytrým telefonem zadávat žádosti o jízdu, jež jsou následně předávány řidičům zapojeným do sítě Uber, kteří využívají svá vlastní auta. Od 28. května 2015 je služba dostupná v 58 zemích a 300 městech po celém světě. Od chvíle, kdy společnost Uber vstoupila na trh, napodobují některé další firmy její obchodní model a tento trend bývá popisován jako „uberifikace“.
Název Uber pochází z anglického slangového slova uber ve významu super nebo nejvyšší, které má původ v německém über (česky nad).
Společnost Uber založili pod původním názvem „UberCab“ Travis Kalanick a Garrett Camp v roce 2009 a aplikace byla zprovozněna následující rok v červnu. Od roku 2012 se společnost rozšiřuje do dalších zemí. V roce 2014 experimentovala se spolujízdou a provedla další modernizace. Společnost Klout ohodnotila Uber v roce 2014 jako 48. nejvlivnější společnost v Americe. Hodnota Uberu se na konci roku 2015 odhadovala na 62,5 miliard amerických dolarů.
Některé státní úřady a taxi služby zpochybňují zákonnost Uberu tvrzením, že využívání řidičů, kteří nevlastní licenci na provozování taxislužby, je nebezpečné a nelegální. Státní rozhodnutí přiměla Uber ke stažení služby UberPop z několika zemí, řešena byla například v Itálii nebo v Dánsku.
Koncem prosince 2017 rozhodl Soudní dvůr EU, že Uber je přepravní služba a musí proto žádat o licenci a povolení jako ostatní taxislužby.

## Historie

### Založení

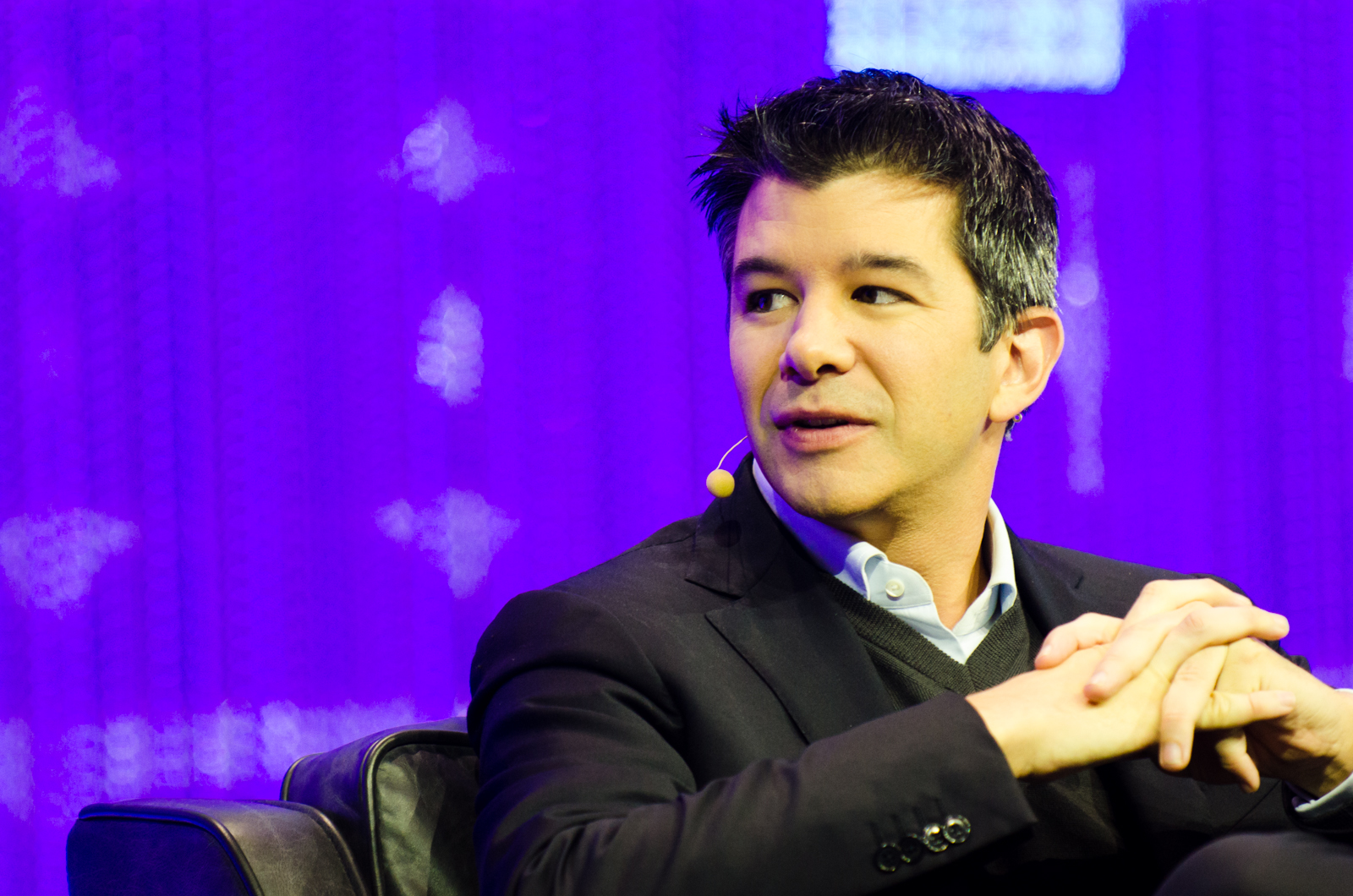
Travis Kalanick, spoluzakladatel a generální ředitel Uberu v roce 2013

Společnost Uber založili Garrett Camp, zakladatel StumbleUpon, a Travis Kalanick v roce 2009. Téhož roku společnost získala počáteční financování (ve formě seed funding) ve výši 200 000 amerických dolarů. V roce 2010 Uber získal další finanční zdroje ve výši 1,25 milionu dolarů.
Po uvedení beta verze v létě 2010 byly služby a mobilní aplikace Uber oficiálně představeny v San Franciscu v roce 2011. Nejprve byl generálním ředitelem jmenován Ryan Graves, ale později téhož roku ho ve funkci nahradil Kalanick. Graves přestoupil na funkci provozního ředitele společnosti.
Do konce roku 2011 Uber získal finance ve výši 44,5 milionů dolarů. Téhož roku se společnost přejmenovala z UberCab na Uber.

### Expanze
Od května 2011 společnost expandovala každý měsíc do nového města, mimo jiné do New Yorku, Chicaga a Washingtonu, D.C. V prosinci 2011 byla aplikace Uber zavedena i v Paříži. V květnu 2012 Uber realizoval beta testování ve Filadelfii a následně v červnu službu ve městě oficiálně spustil. V letech 2012 a 2013 Uber prudce expandoval na zahraniční trhy.
Paříž se stala prvním městem mimo USA, kde Uber zahájil provoz, a to v prosinci 2011 před mezinárodní internetovou konferencí LeWeb. V roce 2012 rozšířil své služby do kanadského Toronta, dále začal působit s 90 řidiči v Londýně, a v listopadu 2012 v australském Sydney. V lednu 2013 zahájil v omezené verzi provoz v Singapuru. Sydney se stalo prvním působištěm Uberu v regionu Asie a Tichomoří. Zákazníci v jihoafrickém Johannesburgu mohou Uber využívat od uvedení na trh v září 2013. Po šestitýdenní „testovací fázi“ byly služby Uberu 10. října 2013 zprovozněny v Kapském Městě.
V srpnu začal Uber nabízet jízdy v Soulu. V červnu 2014 zahájil Uber poskytování služeb v Tijuaně v Mexiku.
V červnu 2014 Uber oznámil, že získal financování ve výši 1,2 miliardy dolarů a zveřejnil svou odhadovanou hodnotu 18,2 miliard dolarů. V létě 2014 Uber oznámil získání investičního kapitálu v hodnotě 1,5 miliardy dolarů.
Po uvedení omezené verze aplikace Uber v nákupní čtvrti Sanlitun v březnu 2014 byl v polovině července realizován oficiální start služeb v čínském Pekingu. Společnost nyní působí ve čtyřech největších čínských městech. V červenci 2014 Uber oznámil zahájení služeb UberX napříč Indií. Vedle prvního města Bengalúru, kde Uber oznámil zahájení činnosti už v srpnu 2013, jsou řidiči k dispozici uživatelům v Dillí, Hajdarábádu, Čennaí, Bombaji a Puné. Přestože městská samospráva v Soulu v polovině roku 2014 uvedla, že bude usilovat o zákaz působení Uberu ve své jurisdikci a současně vyvíjela vlastní podobnou aplikaci, která byla určena pro registrovaná vozidla taxi a měla být zprovozněna v prosinci 2014, Uber ve městě zahájil svou službu UberX na konci srpna 2014. Podle Wall Street Journal UberX využívá „předplacený program spolujízdy“ a „jízda s ním vyjde levněji než tatáž trasa v běžném taxi“. V době zahájení uvedla zástupkyně společnosti Uber působící v Soulu, že jízdy ve městě budou až do odvolání bez poplatků.
Společnost zahájila limuzínovou službu ve Varšavě a služby UberX v Soulu. Uber také expandoval do Anchorage na Aljašce v září 2014.
Řidiči ve Varšavě začali aplikaci Uber využívat 18. srpna 2014. Dále byla služba spuštěna v Montrealu v říjnu 2014. V listopadu 2014 společnost začala fungovat v Dánsku, ale v hlavním městě Kodani byl k dispozici pouze Uber Black a UberPOP měl být zprovozněn až v pozdější fázi. Thajské úřady 28. listopadu 2014 prohlásili další činnost Uberu v Thajsku za ilegální.
V červenci 2014 oznámil, že prvním cestujícím („Rider Zero“) v Lagosu v Nigérii se stal Ice Prince Zamani, čímž byl zahájen provoz v největším městě nejlidnatější africké země.
V keňském Nairobi zahájil Uber činnost 21. ledna 2015. Nairobi bylo první město se službou Uber v Keni a ve východoafrickém regionu vůbec. Tentýž den Uber získal 1,6 miliardy dolarů v podobě konvertibilního dluhu od klientů využívajících služeb správy majetku Goldman Sachs Group Inc.
Do mexického města Puebla Uber expandoval 2. září 2015.
19. listopadu 2015 Uber zahájil provoz v litevském hlavním městě Vilnius.

### Další zdroje financování
12. prosince 2014 TechCrunch uvedl, že čínský vyhledávač Baidu, který je na kontinentu největší, má údajně do Uberu značně investovat. Transakce, jejíž podrobnosti nebyly médiím sděleny, byla potvrzena 17. prosince 2014 po pekingské schůzce, které se zúčastnil Kalanick a Robin Lee, výkonný ředitel a předseda představenstva Baidu, který oznámil závazek, že mapu vyhledávače a funkce pro vyhledávání v mobilních telefonech propojí s aplikací Uber. V dané době Uber působil v osmi čínských kontinentálních městech. Kalanick následně médiím řekl, že pro Uber v Číně neexistují „naléhavé právní problémy“. V květnu 2015 Uber odhalil plány získat nové financování ve výši 1,5 až 2 miliardy dolarů, čímž by se hodnota společnosti navýšila na 50 miliard dolarů či více.
Společnost Google Ventures v roce 2013 realizovala investici ve výši 258 milionů dolarů. Čínský vyhledávač Baidu do Uberu investoval v prosinci 2014, dohoda zahrnovala i propojení aplikace Uber s mapami Baidu.

### Nejnovější historie
Během mezinárodní expanze musel Uber řešit spory s orgány veřejné správy a poskytovateli taxi služeb v příslušných regionech. V dubnu 2014 služby Uber zakázaly úřady v Berlíně, přestože v jiných německých městech společnost dále působí. O zákazu se od prosince 2014 dále jedná. Taxikáři v Londýně, Berlíně, Paříži a Madridu uspořádali rozsáhlé protesty proti Uberu 11. června 2014.
V únoru 2015 Uber oznámil, že spolupracuje se soukromou univerzitou Carnegie Mellon a chystá se založit nové technologické centrum Uber Advanced Technology Center v Pittsburghu, jehož úkolem bude podporovat výzkum týkající se vývoje samořídících vozidel. Kromě toho společnost rozšířila své služby UberPOOL do Los Angeles a New Yorku a následně v březnu začala nabízet UberPOOL v texaském Austinu, kde se měl brzy konat festival South by Southwest. V dubnu 2015 Uber přejmenoval svůj program UberFRESH na Uber Eats a rozšířil tuto službu do Barcelony, Los Angeles, Chicaga a New Yorku.
V následujícím měsíci Uber představil UberMilitary Families Coalition, nový projekt, kterým posílil stávající iniciativu UberMilitary. V tomto projektu Uber navazuje spolupráci s existujícími armádními rodinnými organizacemi a nabízí vedle veteránů také příbuzným členů armády, aby se stali řidiči. V květnu 2015 Uber také aktualizoval svou aplikaci tak, aby ji bylo možné přizpůsobit i neslyšícím nebo nedoslýchavým řidičům.

## V jednotlivých zemích

### Česko
Uber funguje i v Česku: od roku 2014 v Praze, od ledna (února) 2017 v Brně, a to prostřednictvím nizozemské centrály společnosti. Firma vstoupila na český trh v srpnu 2014 s prémiovou službou limuzín UberBLACK a o dva měsíce později přibyla tzv. peer-to-peer služba uberPOP. Krajský soud v Brně v roce 2017 na základě žaloby taxislužby Lido Taxi, ke které se připojil i brněnský magistrát, rozhodl, že služba je poskytována v rozporu s českými právními předpisy, a proto společnosti předběžným opatřením zakázal provozovat taxislužbu prostřednictvím osob, které k tomu nesplňují zákonem stanovené podmínky. Jiné předběžné opatření směřovalo proti řidiči Jakubu Dümlerovi. Dümler se odvolal, Uber to plánuje.
V Praze se taxikářům ani městským orgánům zatím fungování Uber zabránit nepodařilo, jen se pokoušely pokutovat jednotlivé řidiče, ale se žádostí o předběžné opatření taxikáři neuspěli. V jednom případě městský soud dokonce zrušil pokutu udělenou řidičovi Uberu, nejvyšší správní soud však rozsudek zrušil a nařídil nové projednání s tím, že " .. Jakkoliv využívají moderní technologická řešení a alternativní ekonomické formy, neznamená to automaticky, že jejich činnost nepodléhá žádným pravidlům. ..."  Pražským i brněnským taxikářům pomáhá v boji proti Uberu pražský právník Marek Hejduk. Pražská primátorka Adriana Krnáčová uvedla, že jejím cílem není Uber zakázat, ale aby plnil to, co mu nařizuje platná legislativa, jako například služba Liftago. Dle průzkumu agentury Kantar TNS je Uber nejpopulárnější mobilní aplikací smluvní přepravy v Praze. V průběhu roku 2016 využíval služeb Uberu každý osmý až devátý Pražan, rok poté (2017) jich bylo 14 %. Demograficky vzato je nejvíc fandů Uberu v populaci mladých lidí do 34 let věku se středním či vysokoškolským vzděláním.
Přitom cena přepravy společností Uber v některých denních hodinách překračuje nejen běžnou cenu taxislužeb, ale dokonce i maximální povolenu sazbu za kilometr, kterou vyhláškou určuje pražský magistrát, a to někdy až dvojnásobně. Podle výkladu Ministerstva financí se magistrátní vyhláška na Uber nevztahuje. Vzhledem k tomu, že mnozí řidiči a tím pádem ani společnost Uber zatím neplatí v Česku daně, veškerý zisk za "spolujízdu" jde do jejich kapsy.
V roce 2017 si vláda nechala vypracovat analýzu sdílené ekonomiky, kterou vytvořila Vysoká škola podnikání a práva. Ta mimo jiné analyzovala výdělky řidičů různých služeb. Z výpočtu vyplývá, že po zahrnutí všech nákladů (včetně odpisů apod.) dosahují řidiči služby Uber-Pop, tedy neprofesionálové, zdaleka nejnižších výdělků, při příležitostných jízdách mohou dokonce v důsledku méně viditelných nákladů (opotřebení auta) realizovat ztrátu. Analýza uvádí, že průměrný řidič Uber-Pop za rok najede 20 982 km s hospodářským výsledkem před zdaněním 18 693 Kč, zatímco průměrný taxikář s vlastním autem má hospodářský výsledek před zdaněním 480 526 Kč při 58 528 odjetých kilometrech.

## Aplikace a služby Uber
Používání aplikace Uber vyžaduje smartphone.

### Stanovení cen a platby

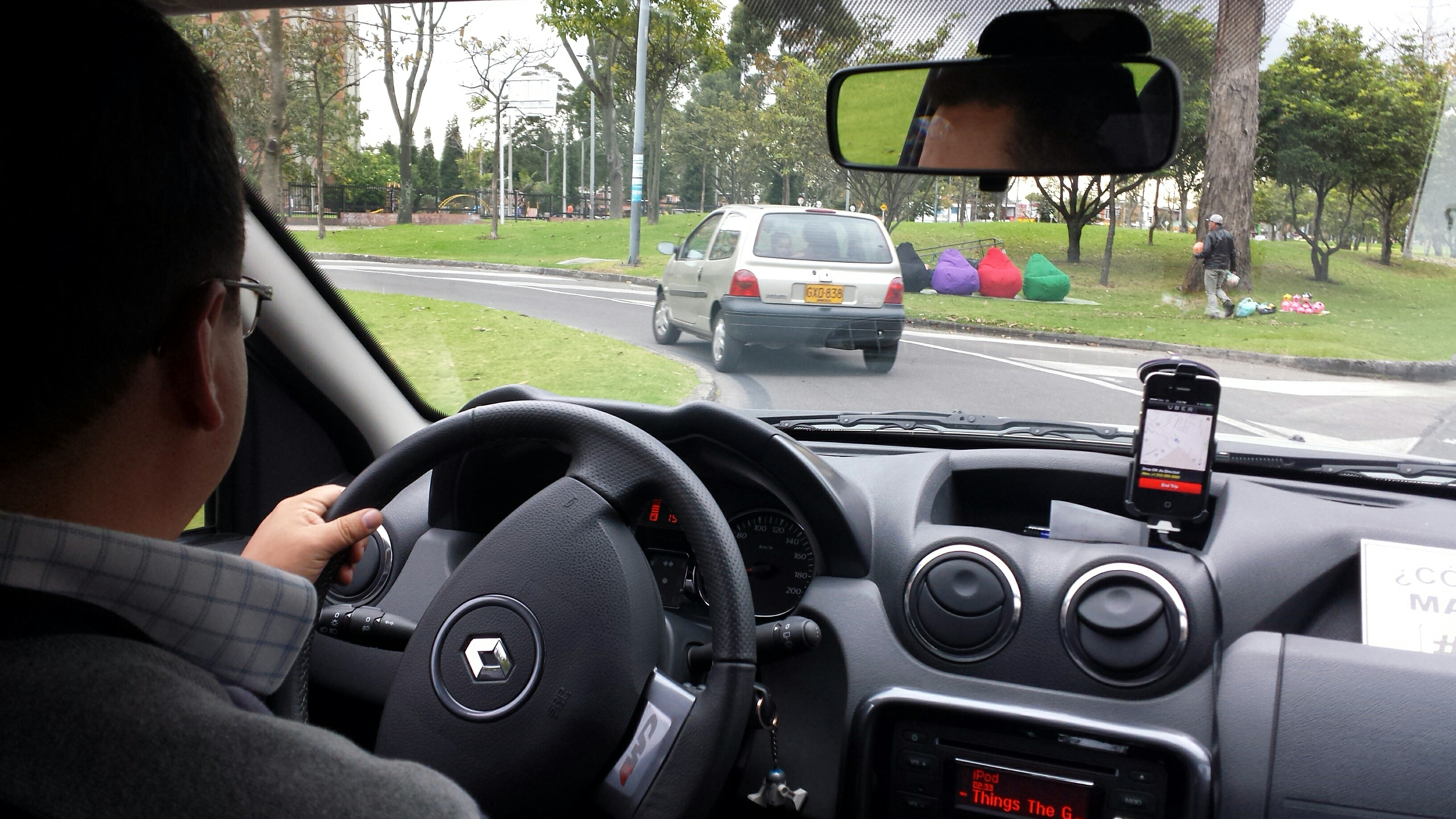
Jízda Uber v kolumbijské Bogotě. Na palubní desce je vidět telefon se spuštěnou aplikací Uber.

Cenotvorba Uberu je podobná jako při využití taxametru, ale veškeré zpracování a placení zpracovává výhradně Uber, nikoliv řidič osobně. V některých městech to funguje tak, že pokud se vůz Uber pohybuje rychlostí na 18 km/h, kalkulace se provádí na základě vzdálenosti, jinak se účtuje dle času. Na konci jízdy se celé jízdné automaticky hradí z platební karty zákazníka. Uber uvádí, že jejich ceny jsou nejlepší, jaké lze zákazníkům za taxi službu účtovat, a přitom nabízí nejen spolehlivost, ale i dochvilnost a pohodlí.
V květnu 2015 začal Uber v Indii testovat hotovostní platby. Pilotní projekt byl spuštěn v indickém Hajdarábádu. V září 2015 se Uber spojil se společností Airtel India a umožnil uživatelům placení prostřednictvím mobilní peněženky Airtel. Zákazníci mohou zároveň využívat zdarma data Airtel 4G.

### Nárazové naceňování
Uber využívá automatizovaný algoritmus, který umožňuje prudké navyšování cen v závislosti na změnách nabídky a poptávky na trhu, aby nalákal v době zvýšené poptávky více řidičů do služby, ale také aby poptávku omezil. Zákazníkům přijde upozornění na navýšení cen, když v aplikaci Uber dělají rezervaci. Společnost si tento způsob naceňování v roce 2013 chtěla nechat v USA patentovat, ale žádost byla zamítnuta, protože jde o příliš zjevný postup.
Tento způsob navyšování ceny se objevuje zejména ve dnech pracovního klidu, v důsledku špatného počasí nebo přírodních katastrof a některé cestující irituje, proto si vysloužil kritiku. Během silvestra 2011 se ceny oproti běžným taxám zvýšily sedminásobně, což vyvolalo vlnu nevole. Během krize s rukojmími v roce 2014 v Sydney Uber spustil nárazové naceňování, a jízdné se tak zvýšilo čtyřnásobně proti normálním cenám. Společnost tento skok cen nejprve obhajovala, ale později se omluvila a za přirážky cestujícím vrátila peníze. Generální ředitel Uberu Travis Kalanick na kritiku reagoval slovy: „(…) protože jde o tak nový koncept, bude nějakou dobu trvat, než to lidi přijmou. Zatím jsou ovlivnění tím, že sedmdesát let byly ceny taxíků dané." Uber uveřejnil článek s podrobným vysvětlením, proč je použití nárazového naceňování na místě a jak funguje. Firma zdůraznila, že bez tohoto mechanismu by Uber přišel o charakteristický znak své služby – tedy to, že stačí zmáčknout tlačítko a během několika minut seženete vůz. Detailně je to popsáno v případové studii týkající se vyprodaného koncertu v Madison Square Garden, ve spojením s nímž se nárazové navýšení ceny uplatnilo. V době této události se počet osob, které aplikaci otevřely, zčtyřnásobil, ale skutečný počet objednaných jízd jen mírně přesáhl průměr, a díky tomu bylo možné poptávku uspokojit s běžným intervalem čekání.

### Hodnocení
Uživatelé aplikace mohou hodnotit řidiče a řidiči zase mohou hodnotit cestující. Získá-li uživatel špatné hodnocení, může se stát, že mu služba bude nabízet méně pohodlné služby a časové možnosti.

### Přijetí
Konkurenty Uberu jsou nízkonákladové start-upy nabízející spolujízdu v reálném čase jako Lyft, Sidecar (už aktivity ukončil), Ola Cabs, Didi Chuxing a Haxi. Aby dokázal Uber v nižších cenových hladinách čelit konkurenci, představil 19. listopadu 2014 službu UberGo, UberTaxi (partnerství s místními taxi službami) a UberX (nikoliv luxusní vozy, ale obyčejnější auta jako hybridy Toyota Prius). Tento krok vedl k nespokojenosti u některých stávajících limuzínových řidičů Uber, kteří zaznamenali pokles tržeb.
V roce 2011 Marc Andreessen vyjádřil zájem investovat do Uberu. Pro CNET uvedl: „Uber je software, který ovládne taxi služby. [...] Je to naprosto podmanivý zážitek. Můžete na mapě v telefonu sledovat, jak se k vám blíží auto, na které čekáte.“ Téhož roku byl Uber v New York Times popsán jako „chytrý, ale nákladný“ a dále bylo zhodnoceno, že „v rámci livrejových služeb jsou vozy skutečně velmi dobré“ a nástupní doba je delší než u tradičních taxi služeb a limuzín v New Yorku.
V roce 2013 ocenil deník USA Today Uber jako technologickou firmu roku.
Objevily se však i negativní ohlasy. V říjnu 2014 Uber získal neuspokojivé hodnocení „F“ od organizace Better Business Bureau (BBB), která vycházela ze stížností na nečekaně vysoké sazby.

### Historie vývoje
V začátcích vývoje aplikace Uber společnost vytvořila think tank složený z jaderného fyzika, experta na neurochirurgii a technologie a strojírenského odborníka, kteří pracovali na předpovědích výše poptávky po soukromých řidičích a toho, kdy je tato poptávka nejvyšší. Později v roce 2012 Uber představil v Chicagu svou iniciativu Uber Garage. Tento experimentální program Uberu umožnil navázat spolupráci s místními taxikáři a upozornit je, když aplikace ohlásila zájemce o jízdu. Společnost v roce 2012 také představila uberX, variantu služby, která umožňuje místním řidičům reagovat na upozornění z aplikace Uber a vozit zákazníky vlastními neluxusními automobily. Během roku 2013 Uber nabídl svou první variantu mimo segment automobilů a představil cestování helikoptérou UBERChopper z New Yorku do oblastí the Hamptons po 3000 dolarech.
V srpnu 2014 Uber představil v San Franciscu služby pro spolujízdu UberPOOL a v Santa Monice službu nabízel rozvážku jídla UberFRESH.
Generální ředitel Uberu Travis Kalanick hovořil o svém přání, aby se jednou Uber vydal cestou samořídících aut. V květnu 2015 společnost najala řadu výzkumníků z oddělení pro samořídicí vozidla univerzity CMU, aby pracovali v technologickém centru Uber Advanced Technologies Center v Pittsburghu.

### Expanze produktu
V roce 2014 společnost experimentovala s online objednávkami jídla v rámci pilotního testování služby uberFRESH v kalifornské Santa Monice. V dubnu 2014 Uber představil kurýrní službu doručování zásilek nazvanou Uber Rush s vyzvednutím kdekoliv na Manhattanu. Zatímco Rush nabízí pouze doručování, služba Uber Essentials či Corner Store, jejíž testování započalo ve Washingtonu D.C. v srpnu 2014 umožňuje online objednávky ze seznamu více než 100 položek. V dubnu 2012 Uber uvedl iniciativu Uber Garage, projekt experimentující s různými možnostmi dopravy v městských oblastech. Prvním projektem Uber Garage bylo dát uživatelům Uberu na výběr mezi tradičními taxikáři a crowdsourceovanými řidiči Uberu.
Začátkem srpna 2014, po beta testování v regionu San Francisco Bay Area, firma spustila novou službu pro spolujízdu UberPool. Ta propojuje uživatele s dalšími osobami, kteří cestují stejným směrem – aplikace ukazuje křestní jméno dalšího uživatele a informaci, kdo bude vyzvednut jako první. Pokud se nepodaří najít spolucestující na podobné trase, uživateli je nabídnuta sleva na standardní jízdu Uber. V prosinci 2014 společnost rozšířila koncept UberPool do New Yorku. Oznámení Uberu nabídlo cestujícím snížit náklady za cestu o 20 až 50 procent a vysvětlilo princip takto: „Každý den má většina jízd UberX po New Yorku „dvojníky“ – jízda jiného cestujícího začíná velmi blízko, končí blízko a odehrává se ve velmi podobnou dobu.“
V červnu 2015 spustil Uber v Istanbulu vodní taxi službu UberBOAT, která uživatelům nabízí přepravu loděmi Beneteau přes úžinu Bospor uprostřed města.
V listopadu 2015 se Uber dohodl na globální spolupráci s nizozemskou společností TomTom, která se specializuje na satelitní navigace. Cílem partnerství je, že TomTom bude poskytovat mapy a dopravní data pro řidičskou aplikaci Uber ve více než 300 městech.

## Požadavky na řidiče
Na některých trzích, kde existuje možnost příslušné dohody o pronájmu vozidla, je jedinou podmínkou pro řidiče Uberu kromě odpovídajícího věku, zdravotního stavu a řidičského oprávnění pouze splnění praktického testu. Jak chytrý telefon (v terminologii Uberu „zařízení“), tak vozidlo si lze zapůjčit.
Od roku 2016 společnost Uber požaduje od řidičů, se kterými uzavírá smlouvy, živnostenské oprávnění (musí společnosti oznámit IČO a DIČ). Současně však Uber umožňuje, aby takzvaní partneři, tedy ti, kteří jsou u Uberu registrováni na živnostenský list, mohli formálně „zaměstnávat“ další řidiče, kteří oprávnění podnikat nemají.

## Marketing
Uber, v jehož vedení figuruje i zkušený odborník na politiku a strategii David Plouffe, rozšiřuje své služby tak, že zahájí provoz a následně představí politickou kampaň, která mobilizuje podporu jeho služeb ze strany veřejnosti. Pokud – a to je vcelku obvyklý případ – jeho způsob podnikání neodpovídá místním předpisům, Uber angažuje menší armádu lobbistů, kteří vyvinou kampaň směřující k jejich úpravě. Zákazníky a potenciální zákazníky mobilizuje prostřednictvím sociálních médií včetně samotné aplikace Uber. Důležitou roli v poradenství Uberu ohledně měst sehrál Bradley Tusk, někdejší manažer kampaně pro Michaela Bloomberga.
V červenci 2012 uvedl Uber v USA na počest měsíce zmrzliny program „Uber Ice Cream“. Uživatelé v sedmi městech si mohli přivolat zmrzlinářský vůz, nakoupit si zboží a platbu si nechat strhnout ze svého účtu.
V červenci 2014 navázal Uber spolupráci se společností Blade a začal nabízet přepravování helikoptérou z New Yorku do oblasti Hamptonu v rámci služby „UberCHOPPER“ v ceně 3000 dolarů, s tím že služba byla k dispozici i během státního svátku Dne nezávislosti 4. července.

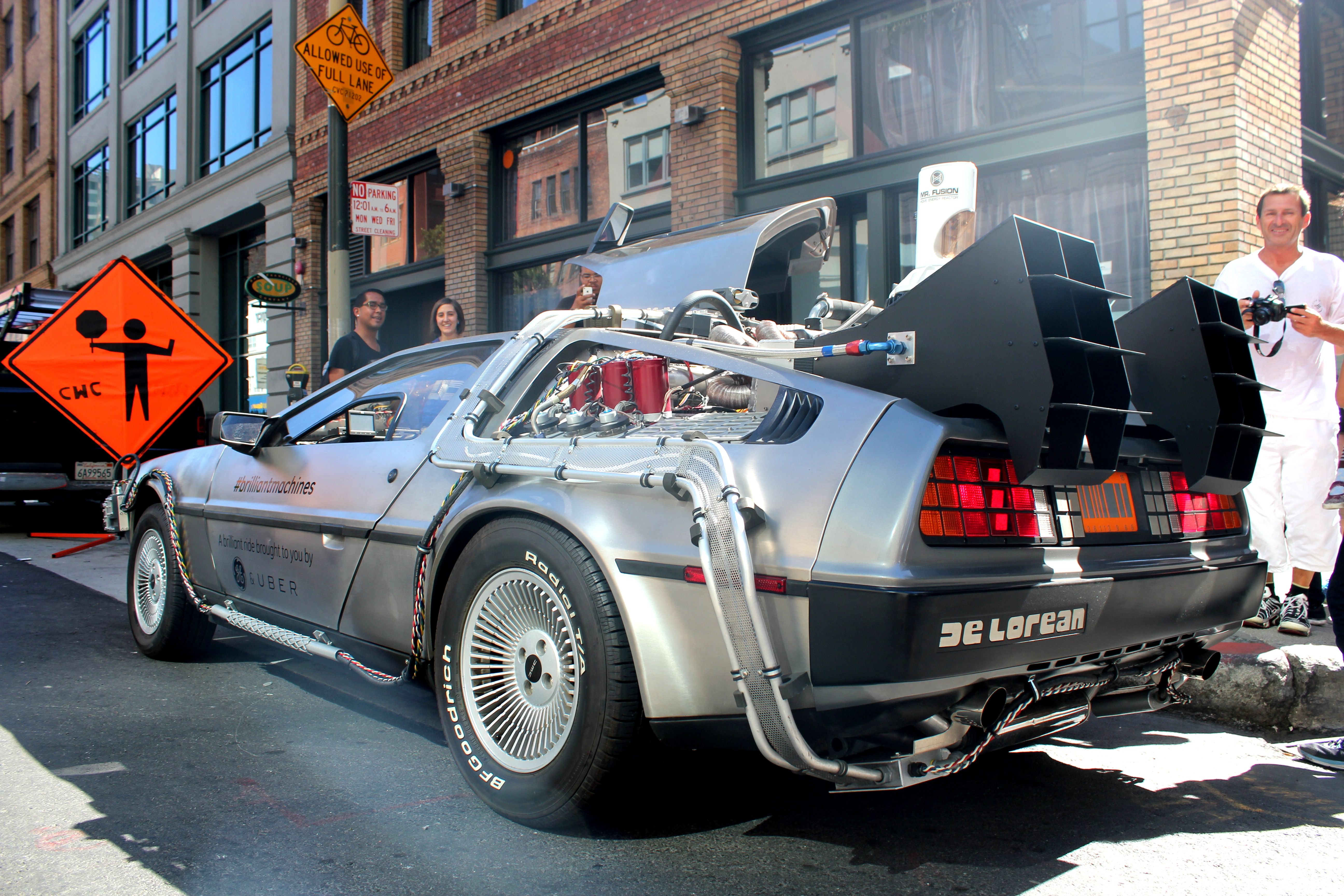
„Stroj času“ DeLorean od Uberu

Krátkodobé propagační programy ve druhé polovině roku 2013 zahrnovaly: pronájem zmrzlinářských vozů k doručování zmrzliny, jízdy v autě DeLorean DMC-12 z franšízy filmu Návrat do budoucnosti odstartované v září, říjnovou kampaň ke dni koček, kdy Uber rozvážel koťátka a rozvoz vánočních stromků.
V březnu 2015 Uber nabízel službu pronájmu luxusních vozů ve spolupráci s Dream Drive v Singapuru, a to až do 20. května 2015.
V listopadu 2015 Uber nabízel cestujícím v indickém Hajdarábádu lety horkovzdušným balonem za cenu 1000 indických rupií, a to ve spolupráci s GrabOn.
Svůj první sportovní projekt Uber oznámil 4. září 2013. Společnost realizovala kampaň ve spolupráci s Asociací hráčů NFL, v níž podporovala bezpečné jízdy hráčů NFL.
V lednu 2015 Uber ohlásil marketingový program, který Kalanick označil jako „principiální konfrontaci“. Ten zahrnoval vyjednávání s místními úřady za účelem nalezení kompromisů, co se týče nových předpisů ohledně poplatků. Od zahájení programu se 17 měst rozhodlo schválit předpisy, které jsou Uberu více nakloněny. Uber se dohodl s úřady v Bostonu, že s jimi bude sdílet čtvrtletní data o tom, v jakých lokalitách, v jakých časech a jak dlouho uživatelé využívají aplikaci k cestování ve městě nebo z něj. První várka těchto informací byla městu dodána v únoru 2015, ve zprávě bylo zachováno naprosté soukromí všech jednotlivých uživatelů.
Zakladatel a generální ředitel Uberu Travis Kalanick oznámil 10. března 2015, že Uber navázal spolupráci s organizací UN Women. Uber se rozhodl investovat do místních komunit, v nichž se angažují skupiny této organizace s cílem vytvořit celosvětově do roku 2020 na milion pracovních míst pro ženy. Nicméně pod tlakem odborů a organizací pro práva žen se organizace UN Women rozhodla partnerství nenavazovat vzhledem k právnímu postavení Uberu, bezpečnosti a otázkám soukromí.

## Výhody
Uber dává spotřebitelům na výběr mezi regulovanými taxi službami a jinými formami přepravy, přičemž řidičům může nabídnout „flexibilní a nezávislou práci“. Uživatelé mohou sledovat auto, které pro ně jede, na chytrém telefonu, a tak vědí, kdy přesně ho mohou očekávat. Doklad o platbě jim přichází automaticky na e-mail.
Protože s Uberem není třeba shánět volný vůz na ulici, nabízí jednodušší obslužnost pro uživatele v méně frekventovaných oblastech. Z tohoto důvodu Bloomberg Review uvádí, že Uber usnadňuje využití taxi služeb i pro chudší obyvatele. Současně pomáhá snižovat dopravní zácpy, „protože Uber neumožňuje, aby jeho vozy popojížděly bezcílně sem a tam a hledaly zákazníky, čímž se omezí jejich kroužení po ulicích ve srovnání s běžnými taxíky (které si hledají klienty bez objednávky přímo na ulicích) a zároveň se sníží i počet lidí, kteří by sami jeli autem a zdržovali provoz hledáním místa k zaparkování).“ Tato úvaha předpokládá, že se nevytváří žádná doprava navíc těmi, kteří by jinak využili městskou hromadnou dopravu nebo šli pěšky. K tomu však dochází. Jedna studie ukazuje, že zahájením provozu Uberu ve městě se snížil počet osob, které řídí pod vlivem alkoholu.

## Vliv na konkurenci
Uber a další společnosti nabízející spolujízdu vnesly do oboru taxi služeb nový prvek konkurence. Jedním z výsledků byl pokles hodnoty omezeně vydávaných taxikářských licencí, které tradičně limitovaly počet autorizovaných taxi v dané lokalitě. Podle informací Wall Street Journal se v některých amerických městech prudce snížila cena taxi licencí (plaket), jimiž města oficiálně povolují provozování služeb. Například v New Yorku jejich cena činila přes 1,3 milionu dolarů v roce 2013 a v roce 2015 už jen něco mezi 700000 a 800000 dolarů. V Chicagu se z více než 360000 dolarů v roce 2013 snížila o dva roky později na 240000 dolarů.
Lavinový efekt na konkurenci způsobený fenoménem spolujízdy vyvolal i nepříznivou změnu finanční situace poskytovatelům půjček, pro něž půjčky na financování taxi licencí představovaly významnou součást portfolia. Jsou zdokumentovány situace, kdy některé bankovní instituce poskytly půjčky až na 90 procent z celkové hodnoty taxi licencí. Americké společnosti jako Signature Bank, Progressive Credit Union (u níž v roce 2015 tvořily tyto půjčky 85 % z celého půjčkového portfolia v hodnotě 625 milionů dolarů) a Melrose Credit Union (která měla v roce 2015 v oblasti taxi licencí na dvě miliardy dolarů) se nyní potýkají s nižší solventností. Kromě toho skupina CitiGroup zahájila zabavování 46 nesplacených taxi licencí.

## Testy samořízených vozidel

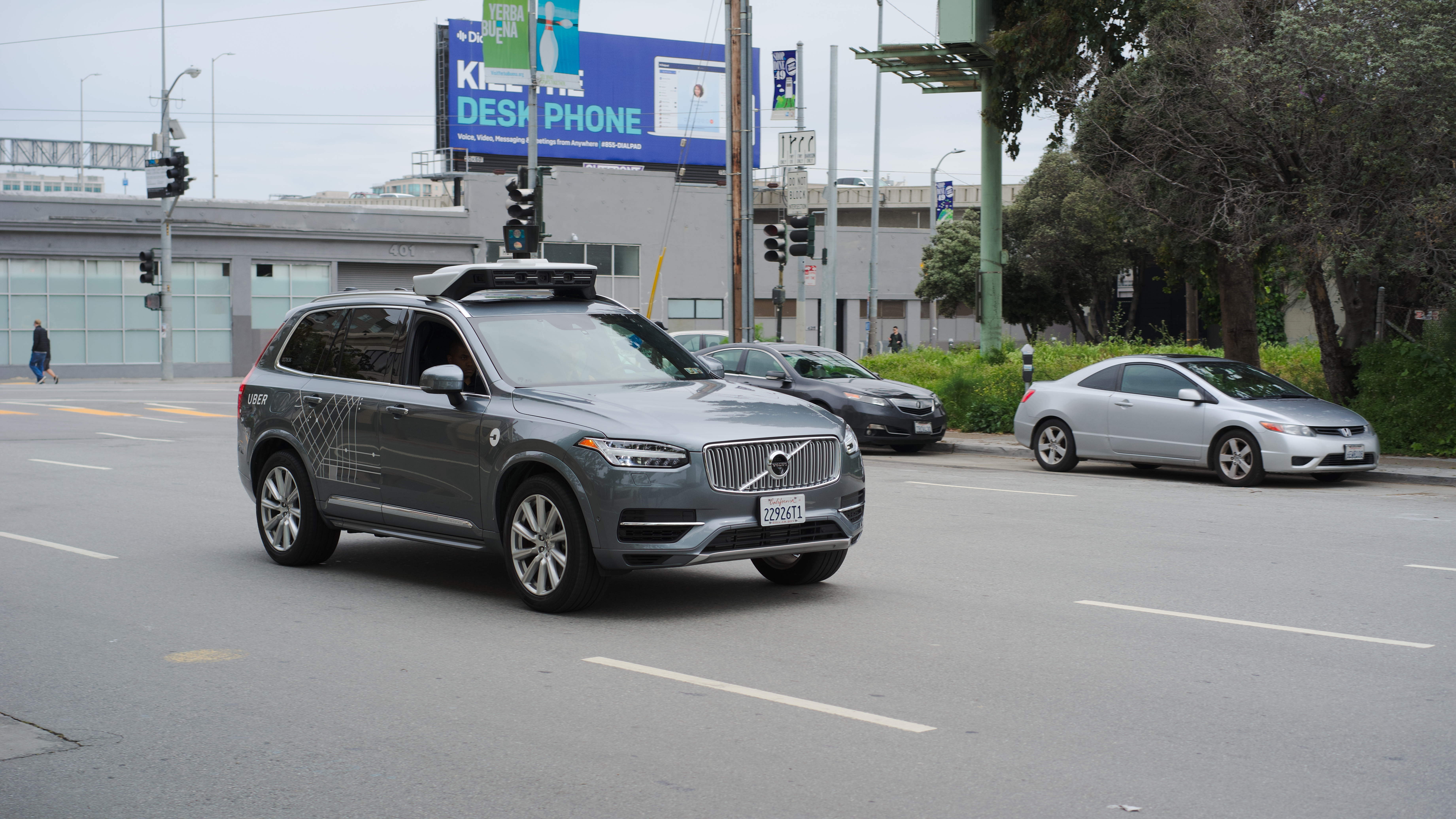
Autonomní vůz Uberu Volvo XC90 v San Francisku

Společnost Uber testuje provoz autonomních vozidel, která v provozu nepotřebují řidiče. Až 24 tisíc autonomních vozidel Volvo XC90 by mělo být podle představ společnosti nasazeno do provozu v letech 2019–2021.
Testování je však provázeno nehodami. V březnu 2017 jedno autonomní vozidlo havarovalo v Tempte, Arizona, ale viníkem byl označen řidič jiného vozidla, který nedal přednost v jízdě. Další havárie se stala v září 2017, opět byla na vině lidská chyba. Dne 19.3.2018 samořízené vozidlo Volvo XC90 ve městě Tempe srazilo ženu, když přecházela silnici s jízdním kolem, které vedla. Vozidlo bylo v autonomním režimu jízdy, za volantem byl operátor, který na průběh testování dohlížel. Žena utrpěným zraněním v nemocnici podlehla.

## Kritika
Společnost Uber je předmětem probíhajících protestů a žalob ze strany taxikářů, taxislužeb po celém světě. A také vlády se snaží působení společnosti na svém území zastavit nebo regulovat. Tyto skupiny tvrdí, že Uber představuje nekalou konkurenci taxíkům, protože neplatí daně ani licenční poplatky, ohrožuje cestující a jeho řidiči nemají příslušnou kvalifikaci, licenci ani pojištění. Samotní řidiči si většinou uvědomují, že svým podnikáním podporují šedou ekonomiku.
Přestože zastánci této služby často argumentují tím, že se jedná o spolujízdu se sdílenými náklady, na rozdíl od sdílených nákladů na spolujízdu však cena stanovená společností Uber pokrývá nejen skutečné náklady na cestu, ale také generuje zisk pro řidiče a především pro společnost Uber. V některých zemích také požadovaná kilometrová sazba může překračovat i maximální sazbu stanovenou místními zákony a vyhláškami.
V polovině roku 2015 se protesty odehrávaly mimo jiné i v Německu, Indii, Španělsku, Kolumbii, Francii, Itálii, Dánsku, Kanadě, Číně a Anglii a zaznamenány byly i nebezpečné incidenty, do kterých byli zapleteni cestující. V červnu 2015 byli ve Francii zatčeni členové vedení podniku. V prosinci 2014 byl Uber zakázán ve Španělsku a ve dvou městech v Indii. Uber je i nadále ve sporu s několika vládními orgány, včetně místních samospráv Spojených států, Austrálie nebo Brazílie.
Zastavit působení společnosti Uber v jejich jurisdikci se vládám většinou nedaří, protože její aktivity se primárně odehrávají přes internet. Na úrovni měst je to možná snazší. Zatím každá kontrola, kterou provedly úřady, skončila správním řízením a tisícovými pokutami pro řidiče Uberu a to buď za nedovolené podnikání, krácení daně nebo porušení zákona o silniční dopravě.